# Mahaffey
Mahaffey és una població dels Estats Units a l'estat de Pennsilvània. Segons el cens del 2000 tenia 402 habitants.

## Demografia
Segons el cens del 2000, Mahaffey tenia 402 habitants, 142 habitatges, i 105 famílies. La densitat de població era de 419,5 habitants/km².
Dels 142 habitatges en un 34,5% hi vivien nens de menys de 18 anys, en un 60,6% hi vivien parelles casades, en un 7% dones solteres, i en un 25,4% no eren unitats familiars. En el 24,6% dels habitatges hi vivien persones soles el 15,5% de les quals corresponia a persones de 65 anys o més que vivien soles. El nombre mitjà de persones vivint en cada habitatge era de 2,83 i el nombre mitjà de persones que vivien en cada família era de 3,38.
Per edats la població es repartia de la següent manera: un 27,6% tenia menys de 18 anys, un 6,5% entre 18 i 24, un 26,1% entre 25 i 44, un 23,1% de 45 a 60 i un 16,7% 65 anys o més.
L'edat mediana era de 40 anys. Per cada 100 dones de 18 o més anys hi havia 99,3 homes.
La renda mediana per habitatge era de 28.750 $ i la renda mediana per família de 31.250 $. Els homes tenien una renda mediana de 21.250 $ mentre que les dones 20.000 $. La renda per capita de la població era d'11.320 $. Entorn del 6% de les famílies i el 12,2% de la població estaven per davall del llindar de pobresa.

## Poblacions més properes
El següent diagrama mostra les poblacions més properes.